# Daniil Andrejewitsch Golubew
Daniil Andrejewitsch Golubew (russisch Даниил Андре́евич Голубев, englisch Daniil Andreyevich Golubev; * 20. September 2001 in Sankt Petersburg) ist ein russischer Tennisspieler.

## Karriere
Golubew spielte 10 Matches auf der ITF Junior Tour, die er allesamt verlor, sodass er auch nie in der Rangliste notiert wurde.
Auch bei den Profis nahm er nur an wenigen Matches im Einzel teil, während er im Doppel erfolgreicher war. In St. Petersburg erhielt er eine Wildcard für den Doppelwettbewerb. Dort stand er in der ersten Runde mit seinem Partner Jewgeni Tjurnew James Duckworth und Ilja Iwaschka gegenüber. Durch den Rückzug von Duckworth kam Golubew kampflos in die nächste Runde. In dieser unterlagen sie Jürgen Melzer und Édouard Roger-Vasselin im Match-Tie-Break. Dennoch wurde der Russe so erstmals in der Weltrangliste auf Platz 475 geführt. Bis 2025 gewann er vier Turniere der ITF Future Tour im Doppel.